# Viện quốc gia Ossolińskich
Viện quốc gia Ossolińskich (tiếng Ba Lan: Zakład Narodowy im. Ossolińskich), viết tắt là ZNiO, còn được gọi là Ossolineum, là một viện văn hóa và khoa học tọa lạc tại số 37 phố Szewska, Wrocław, Ba Lan.

## Miêu tả
Viện quốc gia Ossolińskich được thành lập vào ngày 4 tháng 6 năm 1817. Người sáng lập của Ossolineum là Józef Maksymilian Ossoliński. Trong những năm đầu hoạt động, trụ sở của Ossolineum nằm ở Lviv. Sau khi người Ba Lan rời khỏi Lviv và sau sự kiện thành phố này bị tách khỏi Ba Lan vào năm 1945, Ossolineum được chuyển đến trụ sở hiện tại ở Wrocław.
Ossolineum là một trong những cơ sở văn hóa lâu đời nhất của Ba Lan, sở hữu các bộ sưu tập thư viện phong phú, trong số đó là các bản in cũ quan trọng đối với văn hóa Ba Lan, các thủ bản, bao gồm thủ bản của bài thơ Pan Tadeusz (1834) của Adam Mickiewicz, và một số thứ khác.
Hiện tại, Viện quốc gia Ossolińskich đang điều hành các chi nhánh sau đây:
- Thư viện Quốc gia Ossolineum (1816)
- Bảo tàng Hoàng tử Lubomirski (1823)
- Nhà xuất bản Ossolineum (1827)
- Bảo tàng "Pan Tadeusz" (2016)